# René Massigli

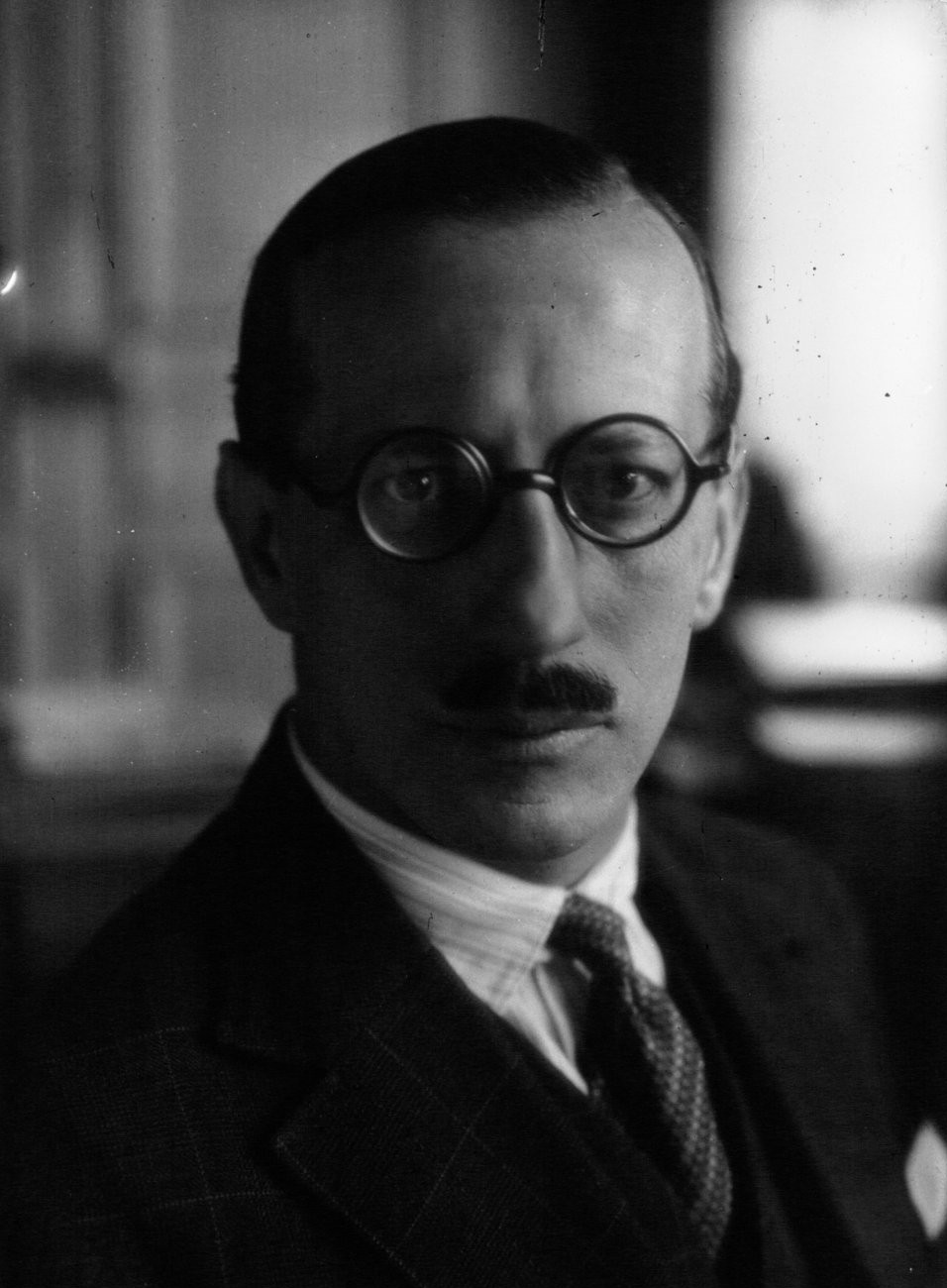
René Massigli (1929)

René Lucien Daniel Massigli (* 22. März 1888 in Montpellier; † 3. Februar 1988) war ein französischer Diplomat, der während des Zweiten Weltkrieges als Außenminister des Freien Frankreich amtierte. Damit war er ab 1944 französischer Botschafter in Großbritannien bis zu seiner Ablösung 1954. Massigli wird als eine der wichtigsten beeinflussenden Personen in der französischen Diplomatie beschrieben, die die französische Außenpolitik gegenüber Deutschland in der Zwischenkriegszeit bestimmten.
Bereits 1920 fungierte Massigli als Generalsekretär auf der Pariser Botschafterkonferenz, einer Organisation der Siegermächte des Ersten Weltkriegs. Sie wurde zum Ende der Pariser Friedenskonferenz im Januar 1920 gegründet und war maßgeblich an der Gestaltung der Nachkriegsordnung beteiligt.

## Schriften
Hier eine unvollständige Auflistung seiner Werke:
- Notes sur quelques monuments chrétiens de Tunisie. In: Mélanges d’archéologie et d’histoire. Band 32, 1912, S. 3–26, doi:10.3406/mefr.1912.7064.
- Un manuscrit inédit de l’Evangile du Pseudo-Mathieu. In: Mélanges d’archéologie et d’histoire. Band 33, 1913, S. 81–118, doi:10.3406/mefr.1913.8680.
- Sur quelques maladies de l’état (= Tribune libre. 27, ZDB-ID 1490336-2). Plon, Paris 1958.